# Bez Nazwy
Bez Nazwy to brydżowy system licytacyjny należący do grupy Systemów Słabych Otwarć, opracowany przez Stanisława Rumińskiego.  Pierwsze otwarcia w tym systemie wyglądają następująco:
```
Pas  13+
PH
,  układ dowolny
1♣   8-12PH, po 3 do 5 kart w obu starszych bez 5-5 i 5-3
1
♦
   0-7PH,  układ dowolny
1
♥
   8-12PH, 0-2 kiery lub 6+ kierów
1♠   8-12PH, 0-2 piki lub 6+ pików
1BA  8-12PH, 5
♥
-4♣ lub 5♠-4
♦

2♣   8-12PH, 5
♥
-4
♦
 lub 5♠-4♣
2
♦
   8-12PH, 5
♥
/♠332
2
♥
   8-12PH, 6♣-4
♥
 (5♣-5
♥
) lub 6
♦
-4♠ (5
♦
-5♠)
2♠   8-12PH, 6♣-4♠ (5♣-5♠) lub 6
♦
-4
♥
 (5
♦
-5
♥
)
2BA  8-12PH, 6
♦
-4♣ (5♣-5
♦
) lub 6♠-4
♥
 (5
♥
-5♠)
3♣   8-12PH, 6♣-4
♦
 lub 6
♥
-4♠ 
```

W swoim czasie najpopularniejszy SSO. Nastawiony przede wszystkim na kolory starsze. Po raz pierwszy zaprezentowano w nim nowy rodzaj alternatywności - krótkość lub długość. Otwarcie 2♦ jest bardzo niebezpieczne.